# 孫雅各
孫雅各（英語：James Ira Dickson，1900年2月23日—1967年6月15日）牧師，出生於美國南達科塔州，基督教長老教會宣教師，他是基督教芥菜種會創辦人孫理蓮宣教士的丈夫，來台後擔任過淡江中學代理校長、台灣神學院校長與台灣基督長老教會聖經學院校長，並全心投入台灣原住民的宣教與教育工作。1967年因病過世，葬於台灣神學院。

## 生平
1927年畢業於普林斯頓大學神學院。同年，與孫理蓮結婚，受學生海外志願宣教運動影響，接受加拿大長老教會的徵召，至台灣宣教，10月抵達台灣。曾任淡江中學代理校長，台北神學院（今台灣神學院）院長。
1940年，因第二次世界大戰，受日本台灣總督府的壓力，孫雅各與孫理蓮離開台灣，至南美洲英屬圭亞那傳教。
1945年，太平洋戰爭結束，孫雅各返回台灣。
1948年，他繼續擔任台灣神學院院長，直到1965年退休。在他主持校務的期間，將台灣神學院校區從台北市雙連遷移到現今的陽明山嶺頭。此外，他在台灣北部協助教會年輕一輩推動教會革新運動（該運動稱為新人運動），並推動台灣原住民宣教，曾創辦385所教會與促成玉山神學院的創立。除宣教外，孫雅各也在1947年到上海邀請門諾會中央委員會（簡稱MCC）派醫療隊來台服務山區的原住民，MCC遂於隔年派遣數位醫生和護士組成的門諾會山地巡迴醫療團來台，並與孫理蓮等人共同於台灣東部及西部的山區開展醫療和救濟的工作。另外他也長期透過台灣基督長老教會的資源，協助妻子孫理蓮在台的社會福利工作。
1967年，孫雅各因腦瘤辭世，葬於台灣神學院。孫理蓮繼承他的遺志，在隔年成立焚棘海外宣道會，首度派遣台灣原住民至南洋馬來西亞砂拉越等地宣教。